# Будлянський Микола Георгійович
Будлянський Микола Георгійович (*22 грудня 1953, с. Держанівка, Чернігівська область) — український журналіст і письменник. Член СЖУ (1987). Заслужений журналіст України (1998). Голова Чернігівської обласної організації НСПУ (від 5 квітня 2025).

## З творчої біографії
Закінчив Київський національний університет імені Тараса Шевченка, факультет журналістики (1973–1978).
З 1971 р. — кореспондент Борзнянської районної газети.
З 1972 — кореспондент місцевого радіомовлення (м.Носівка).
У 1979-89 рр. — кореспондент, завідувач відділу, заступник редактора.
У 1989-91 рр. — власний кореспондент газети «Деснянська правда».
З 1991 р. — у газеті «Деснянська правда» (м.Чернігів) на посаді завідувача агропромислового відділу.

## Творчість
Пише переважно про життя людей на селі. Є автором:
- поетичного трилисника "Калинові дощі" (1990),
- поетичної збірки "Стежки і вишні" (1993),
- збірки нарисів "Линовицький меридіан" (1993),
- збірки нарисів  "Мандрівка по вертикалі" (1994),
- збірки нарисів  "Над битим шляхом століть" (1995),
- збірки нарисів "Білі халати - колір надії" (1996),
- збірки новел "Соняшникова межа" (2002),
- збірки поезій "Де починається любов" (2003),
- збірки нарисів "Добро межі не знає" (2005),
- збірки нарисів "Хліб і жайворонки" (2006),
- збірки нарисів "Медова Чернігівщина" (2013),
- художньо-документальної повісті "Вільхова гілка" (2014),
- збірки нарисів "Іван Іванович з Іванівки" (2017),
- збірки новел "Розкажіть мені, мамо" (2017),
- художньо-документальної повісті "Час рікою пливе" (2018),
- поетичної збірки «Смак пізнього яблука» (2019),
- збірки нарисів «Орлівка. За батьківськими заповітами» (2019),
- збірки нарисів «Обереги рідного краю» (2020),
- поетичної збірки «Любов і вирій» (2021).

## Нагороди та відзнаки
Лауреат журналістської премії ім. Василя Блакитного.